# Engin Öztürk
Engin Öztürk (ur. 28 września 1986 w Eskişehir) – turecki aktor  filmowy i telewizyjny.

## Życiorys

### Wczesne lata
Urodził się w Eskişehir jako czwarte, najmłodsze dziecko oficera armii tureckiej i gospodyni domowej. Dorastał wraz z trzema starszymi siostrami. Uczęszczał do Fatih Anadolu Lisesi'nden w rodzinnym Eskişehir. W 2003 jako 17-latek studiował w wyższej szkole lotnictwa Hava Astsubay Meslek Yüksek Okuluna, którą ukończył w 2005 roku. Interesowała go jednak muzyka i aktorstwo. Następnie w 2008 przeniósł się do Ankary, gdzie rozpoczął studia teatralne w Hacettepe Üniversitesi Devlet Konservatuarı, które ukończył w roku 2012. Podczas studiów dorabiał w barze.

### Kariera
Jego pierwszą większą rolą była postać Selima Yaşarana w serialu Grzech Fatmagül, w którym grał w latach 2010-2012. Sławę przyniosła mu jednak rola dorosłego syna Sułtanki Hurrem - księcia Selima w serialu Wspaniałe stulecie.

## Wybrana filmografia

### Filmy fabularne
- 2013: Çanakkale Yolun Sonu jako Mustafa Kemal
- 2020: Oto właśnie my jako Gökçe

### Seriale TV
- 2010-2012: Grzech Fatmagül jako Selim Yaşaran
- 2012-2013: Behzat Ç. Bir Ankara Polisiyesi jako komisarz Emre
- 2013-2014: Wspaniałe stulecie jako książę Selim
- 2014-2015: Hayat Yolunda jako dr Cem Korcan
- 2014-2015: Hatırla Gönül jako Yusuf Özkara
- 2016: Yüksek Sosyete jako Kerem Özkan
- 2018: Diriliş: Ertuğrul jako Günalp Bey
- 2019: Yüzlesme jako Ömer Aladag
- 2019-2020: The Protector jako Levent
- 2020-2021: Miłość i przeznaczenie jako Barış Tunahan
- 2021: 50 m² jako Gölge / Adem